# TNX
TNX Inc. est un label musical japonais spécialisé dans la J-pop, appartenant à la compagnie japonaise Up-Front Group, créé par le producteur Tsunku en octobre 2006, en parallèle à son Hello! Project (H!P). Il distribue entre autres les idoles japonaises Ami Tokito, Gyaruru, S/mileage, et celles du Nice Girl Project!, un projet de Tsunku similaire et parallèle au H!P, dont THE Possible et Canary Club.

## Albums distribués
- Mana Ogawa : 1 Teenage Blues

## Liens
- (ja) Site officiel de TNX